# CFM International LEAP
Il CFM International LEAP (Leading Edge Aviation Propulsion, precedentemente conosciuto come LEAP-X) è un motore turbofan in fase di sviluppo e produzione dalla CFM International; è destinato ad essere il successore del CFM56-5B e del CFM56-7B.
Sarà prodotto in 3 versioni, destinate ad equipaggiare tre diversi aerei narrow-body:
- LEAP-1A: per rimotorizzare la famiglia degli Airbus A320 (Airbus A320neo - New Engine Option), disponibile dal 2016.
- LEAP-1B: per rimotorizzare la famiglia dei Boeing 737 (Boeing 737 MAX), disponibile dal 2017.
- LEAP-1C: per motorizzare i nuovi Comac C919, disponibile dal 2016.

Il concorrente diretto sarà il Pratt & Whitney PW1000G, destinato anch'esso all'Airbus A320neo family, ma anche l'Aviadvigatel PD-14, destinato al nuovo Irkut MS-21.

## Caratteristiche
| Modello                                           | LEAP-1A                        | LEAP-1B                       | LEAP-1C                          |
| ------------------------------------------------- | ------------------------------ | ----------------------------- | -------------------------------- |
| Diametro ventola                                  | 78 in (2,0 m)                  | 68,4 in (1,74 m)              | 75 in (1,9 m)                    |
| Rapporto di diluizione (stimato)                  | ~10:1                          | ~8.5:1                        | ~9.2:1                           |
| Spinta                                            | 24.500–32.900 lbf (109–146 kN) | 20.000–28.000 lbf (89–120 kN) | 27.980–30.000 lbf (124,5–130 kN) |
| Consumo di carburante (in confronto al CFM56-7BE) | ~ -15%                         | ~ −15%                        | ~ −15%                           |
| Numero degli stadi                                | 1-3-10-2-7                     | 1-3-10-2-7                    | 1-3-10-2-7                       |
| Aeromobili                                        | Airbus A320neo family          | Boeing 737 MAX family         | Comac C919                       |
| Ingresso in servizio                              | 2016                           | 2017                          | 2016                             |

## Velivoli utilizzatori
- Airbus A320neo
- Boeing 737 MAX
- Comac C919